# Raión de Liski
El raión de Liski (ruso: Ли́скинский райо́н) es un distrito administrativo y municipal (raión) ruso perteneciente a la óblast de Vorónezh. Se ubica en el oeste de la óblast. Su capital es Liski.
En 2021, el raión tenía una población de 98 577 habitantes.
El río Don recorre gran parte del territorio del raión, y recibe aquí las aguas de sus afluentes Jvorostán e Ikórets.

## Subdivisiones
Comprende 76 localidades, agrupadas en 23 ayuntamientos, que son dos ayuntamientos urbanos (la ciudad de Liski, que es la capital, y el asentamiento de tipo urbano de Davýdovka) y los siguientes 21 asentamientos rurales:
- Bodeyevka
- Vysókoye
- Drákino
- Zalúzhnoye
- Kovaliovo
- Kolomytsevo
- Kolybelka
- Kopanishche
- Lískinskoye
- Nizhni Ikórets
- Petróvskoye
- Petropávlovka
- Póchepskoye
- Seliavnoye
- Sredni Ikórets
- Stáraya Jvorostán
- "Stepniánskoye" (con capital en Sovjoza 2-ya Piatiletka)
- Storozhevoye 2-e
- Tresorukovo
- Tróitskoye
- Shchuchye